# رانرز ورد
رانرز ورد (به انگلیسی: Runner's World) یک مجله ماهانه با توزیع در سطح جهانی برای دونده‌ها با هر سطح مهارتی است. این مجله توسط شرکت ارتباطاتی هرست در ایستون، پنسیلوانیا، منتشر می‌شود. قبل از خریداری امتیاز این مجله توسط هرست، امتیاز آن در اختیار شرکت رودیل بود.

## تاریخچه
رانرز ورد در سال ۱۹۶۶ توسط باب اندرسون با نام «دیستنس رانرز نیوز» راه‌اندازی شد و اندرسون به مدت چند سال از خانه‌اش که در منهتن قرار دارد، و به تنهایی مجله را منتشر می‌کرد. نویسنده‌ای به نام هال هیگدون که خود نیز دونده بوده است از ابتدای انتشار مجله برای این مجله مطالبی می‌نوشت. در سال ۱۹۶۹، اندرسون نام مجله را به رانرز ورد تغییر داد.
اندرسون، جو هندرسون را به عنوان سردبیر ارشد مجله استخدام کرد و دفتر تحریریه را به مانتین ویو منتقل کرد. رانرز ورد در دهه ۱۹۷۰ به خوبی پیشرفت کرد.
خرید توسط شرکت رودیل
در اوایل دهه ۱۹۸۰، باب اندرسون بخش بزرگی از دارایی‌های خود، از جمله رانرز ورد را فروخت. در سال ۱۹۸۵، رابرت رودیل رانرز ورد را خرید و دفتر تحریریه آن نیز به پایگاه رودیل در شهر اماوس منتقل شد. جو هندرسون به اماوس نقل مکان نکرد و از سمت سردبیری کناره‌گیری کرد، هرچند که تا سال ۲۰۰۳ با مجله همکاری داشت. در همان زمان رندوم هاوس لاگ دویدن را خرید که تحت نام رانرز ورد به مدت دهه‌ها پس از فروش منتشر می‌شد.
در سال ۱۹۸۶، رودیل مجله «رانر» را خرید و دو مجله را با یکدیگر ادغام کرد. نام رانرز ورد و برخی نویسندگان از جمله امبی برفوت حفظ شد. امبی برفوت بعدها به سردبیری منصوب شد و این سمت را تا سال ۲۰۰۳ بر عهده داشت.
رانرز ورد در اواخر دهه ۱۹۹۰ همچنان پرمخاطب باقی ماند. در سال ۲۰۰۴، این مجله ساختاری جدیدی به خود گرفت. از آن زمان، رانرز ورد جوایز متعددی دریافت کرده است، از جمله رتبه اول در فهرست برترین‌های ادویک، رتبه ششم در فهرست عصر تبلیغات. این مجله سه بار نامزد دریافت جایزه مجله ملی آمریکا شده است. همچنین، پس از باز طراحی مجدد ساختار آن در سال ۲۰۰۴، تیراژ مجله از ۵۲۵٬۰۰۰ به ۶۵۰٬۰۰۰ افزایش یافت، در حالی که تیراژ اکثر مجلات مصرفی در آن دوره کاهش یافته بود.
در فوریه ۲۰۰۷، رودیل مجله «رانر تایم» را نیز خرید. در سال ۲۰۱۸، شرکت هرست، شرکت رودیل را خرید و دفاتر رانرز ورد از اماوس به ایستون، پنسیلوانیا منتقل شد.
جوایز
در سال ۲۰۲۱، میچل اس جکسون برای مقاله‌اش در رانرز ورد با عنوان دوازده دقیقه و یک زندگی، که یک روایت عمیق و تأثیرگذار از قتل احمد اربری بود، دریافت کرد.

## توزیع بین‌المللی
از اوایل دهه ۱۹۹۰، رانرز ورد به خارج از ایالات متحده گسترش یافته و در حال حاضر ۱۸ نسخه بین‌المللی دارد. اولین نسخه، نسخه بریتانیا بود. همچنین نسخه‌هایی از این مجله در کشورهای آرژانتین، استرالیا، نیوزیلند، بلژیک، برزیل، چین، کلمبیا، فرانسه، آلمان، ایتالیا، مکزیک، هلند، نروژ، لهستان، آفریقای جنوبی، اسپانیا، سوئد و ترکیه منتشر می‌شود. سردبیران هر کشور به محتوای تحریریه از نسخه منتشر شده در ایالات متحده دسترسی دارند و آن را با توجه به زبان و لحن محلی خود تطابق می‌دهند و منتشر می‌کنند.